# Rajbek Bisultanov
Rajbek Alvievich Bisultanov (født 29. maj 1995) er en dansk landsholdsbryder, med tjetjensk oprindelse, i græsk-romersk bryding. Bisultanov vandt guld ved de europæiske mesterskaber i Bukarest d. 14. april 2019 i vægtklassen op til 82 kg og blev dermed den første danske europamester i brydning siden 1926. Han har også vundet flere medaljer ved de nordiske mesterskaber og er også danmarksmester.
Bisultanov kom som 12-årig til Danmark fra Tjetjenien efter at være flygtet fra krig. I januar 2019 søgte han om permanent opholdstilladelse for at nå at kvalificere sig til OL 2020 med det danske pas.

## Privat
Rajbeks lillebror Turpal Bisultanov er også succesfuld bryder, der går i sin storebrors fodspor.